# Karl Wilhelm von Willisen
Karl Wilhelm Freiherr von Willisen (30 de abril de 1790 - 25 de febrero de 1879) fue un general prusiano.

## Biografía
Willisen nació en Stassfurt siendo el tercer hijo del alcalde de Stassfurt, Karl Wilhelm Hermann von Willisen (1751-1807) y de su esposa Friederike von Trotha (1768-1826).

### Primeros años
Willisen fue educado en el Cuerpo Prusiano de Cadetes y se unió al Regimiento de Infantería Prusiano N.º 21 "Duque de Brunswick" en 1804. Fue herido seriamente en la batalla de Auerstedt y abandonó el Ejército prusiano después del Tratado de Tilsit en 1807. Estudió en la Universidad de Halle y se unió al Freikorps Schill en 1809 en la lucha contra Napoleón, y el mismo año se unió al Ejército austríaco y luchó con el rango de teniente en la batalla de Wagram.
Después de la Paz de Schönbrunn Willisen tomó vacaciones del Ejército austríaco pero no volvió al servicio. Vivió en Teutschenthal, cerca de Halle (Saale), donde fue capturado como desertor en 1811 y encarcelado en Kassel. Escapó de la cárcel y retornó al servicio prusiano tras su liberación oficial del servicio austríaco. Willisen luchó en las batallas napoleónicas de 1813/14 como miembro del personal del "Ejército de Silesia" prusiano y se convirtió en capitán en el personal de Gebhard Leberecht von Blücher en 1815. Permaneció en el estado mayor prusiano tras la derrota de Napoleón y se convirtió en profesor del "Arte de la Guerra" e "Historia de la Guerra" en la Academia Militar Prusiana. Publicó varios libros y se opuso a los puntos de vista de Carl von Clausewitz. Hacia 1830 Willisen también criticó la guerra rusa en las guerras napoleónicas y mostró sus simpatías hacia el Levantamiento polaco en la Polonia del Congreso y hacia los movimientos democráticos en general.
Willisen fue desplegado en el estado mayor del III. Cuerpo de Ejército bajo el mando del Príncipe Guillermo de Prusia, el posterior emperador Guillermo I, en Breslavia y como jefe de Estado Mayor del V. Cuerpo de Ejército a las órdenes del General Karl von Grolman en Posen en 1832.
En 1843 Willisen se convirtió en Comandante de una Brigada en Breslavia y fue el candidato de los liberales para el puesto de ministro de guerra prusiano en 1848.

### Levantamiento de la Gran Polonia
En el marco de la Primavera de las Naciones en 1848 aconteció el Levantamiento polaco en el prusiano Gran Ducado de Posen. Una delegación del Comité Nacional Polaco fue recibida en audiencia por el rey prusiano y en sus demandas Willisen fue designado como el enviado especial del rey (Ziviler Königlichen Kommissar für die Provinz Posen) para la planificada reorganización de la Provincia. Llegó a Posen el 5 de abril de 1848 y pronto entró en conflicto con los habitantes germanos del área y el comandante militar en Posen, Friedrich August Peter von Colomb, ya que su posición fue considerada demasiado pro-polaca. El 11 de abril concluyó la convención de Jarosławiec, por el cual las fuerzas polacas bajo el mando de Ludwik Mierosławski fueron reconocidas pero reducidas a un tamaño de 3000 hombres localizados en diferentes campamentos y fue establecida una administración polaca. El compromiso de Willisen fracasó, el rey aceptó las condiciones negociadas con los polacos que preveían la reorganización nacional del Ducado, pero simultáneamente excluyó varios condados occidentales y septentrionales de consideración. La convención fue largamente criticada por el público germano y Willisen tuvo que abandonar Posen de nuevo el 20 de abril de 1848, evitando pasar por centros de población germánica, ahora "expuesto al insulto personal, incluso peligros, por la furiosa multitud de germanos y judíos de Posen”, poco después fue depuesto y remplazado por Ernst von Pfuel. Willisen posteriormente tuvo que justificar sus acciones en su libro "Akten und Bemerkungen über meine Sendung nach dem Grossherzogthum Posen"
Después Willisen fue enviado a misiones diplomáticas en París, Croacia e Italia, donde fue agregado como observador militar al Ejército de Radetzky en la Primera guerra de la Independencia italiana.

### Guerra de Schleswig-Holstein
En 1849 presentó su dimisión en el servicio prusiano y se convirtió en comandante supremo de las fuerzas de la Confederación Germánica en la Primera Guerra de Schleswig en abril de 1850. Willisen comandó las tropas de Schleswig-Holstein en la batalla de Idstedt y en el ataque sobre Friedrichstadt. Después de la derrota de sus tropas Willisen dimitió y vivió en París (Francia), Silesia y finalmente en Dessau, donde murió el 25 de febrero de 1879.

### Promociones y condecoraciones
| - 1806: Fähnrich - 1813: Premiereleutnant - 1814: Stabskapitän - 1815: Kapitän - 1818: Major - 1834: Oberstleutnant - 1836: Oberst - 1842: Generalmajor - 1849: Generalleutnant | - 1813: Cruz de Hierro 2. clase - 1815: Cruz de Hierro 1. class - 1835: Orden del Águila Roja 4. clase - 1835: Orden de Santa Ana (Rusia) - 1838: Orden del Águila Roja 3. clase con cinta - 1846: Orden del Águila Roja 2. clase con hojas de roble |

## Vida personal
Willisen contrajo matrimonio con Emilie von Brause (1804-1849) el 28 de noviembre de 1829 en Berlín y después de la muerte de su primera esposa contrajo matrimonio con Editha von Caprivi (1843-1873), hermana del futuro Canciller alemán Leo von Caprivi. Willisen no tuvo hijos.

## Obras
- Zur Polenfrage. Flugblatt, Berlín 1848.
- Offener Brief an den Major von Voigts-Rhetz als Entgegnung auf seine aktenmäßige Darstellung. Berlin 1848.
- Über die große Landes-Vertheidigung oder über den Festungsbau und Heerbildung in Preußen. Berlín 1860.
- Die Theorie des großen Krieges.
  - Teil 1 und 2: Der Russisch-polnische Feldzug des Jahres 1831. Leipzig 1840.
  - Teil 3: Der Italienische Feldzug des Jahres 1848. Berlín 1849.
  - Teil 4: Die Feldzüge der Jahre 1859 und 1866. Leipzig 1868.